# Weinkritiker

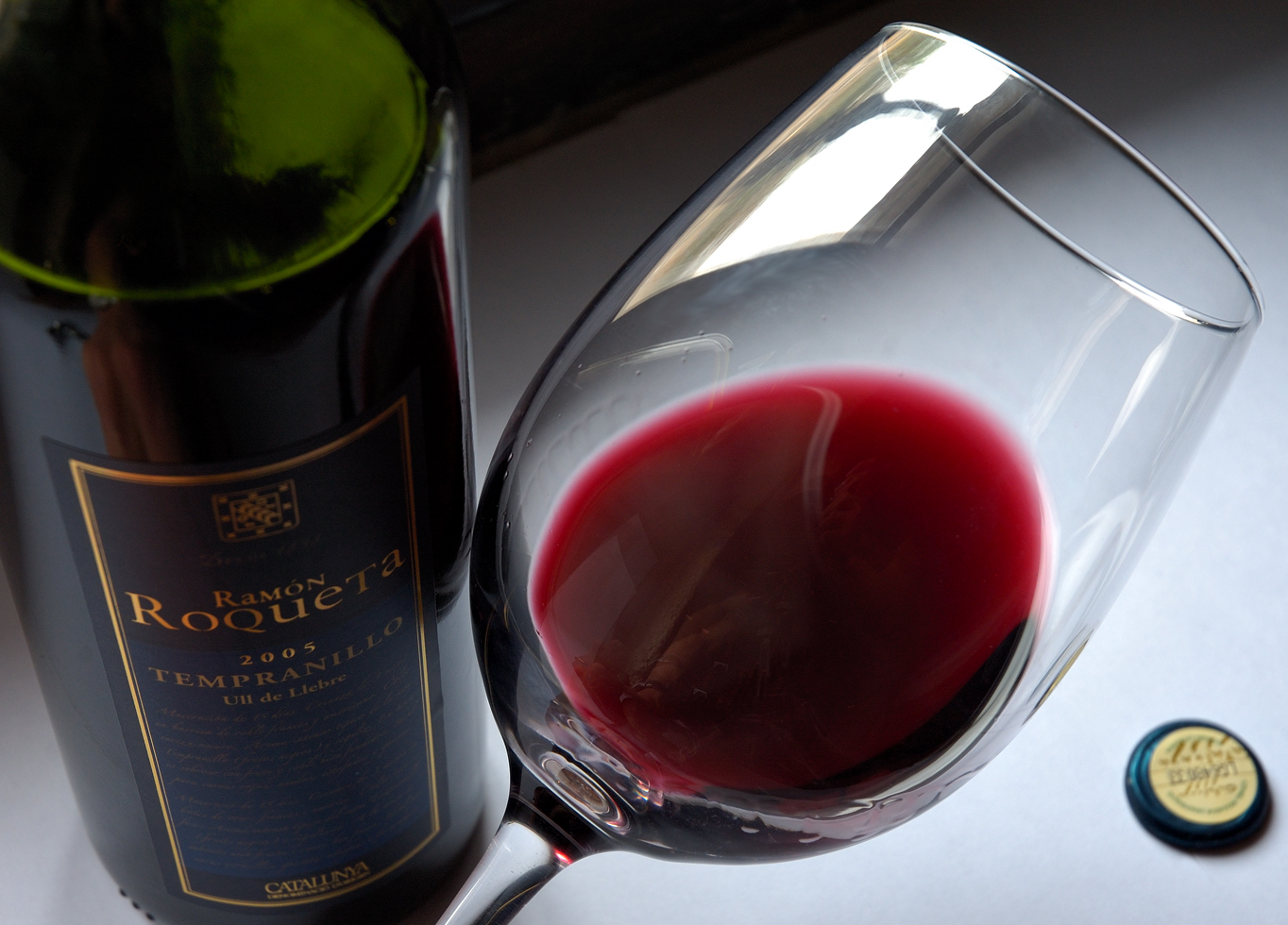
Die Untersuchung der Farbe, Farbintensität, Klarheit und Typizität sind die ersten Schritte, die ein Weinkritiker durchführt, um zu einem Urteil zu gelangen.

Weinkritiker sind Autoren, Journalisten und Weinkenner, die als Experten des Weinmarktes gelten. Sie degustieren und bewerten den Wein als Sachverhalt und veröffentlichen ihr Urteil.

## Bewertung
Die Weinbewertungen werden sowohl sprachlich mit dem speziellen Fachvokabular der Weinsprache ausgedrückt, als auch mittels additiver Zahlensysteme. Die Bewertung erfolgt nach einer Degustation, die blind oder in Kenntnis des verkosteten Weins erfolgen kann. Die Verkostung dient der Untersuchung, der Analyse, der Beschreibung und der Klassifizierung eines Weins. Der Weinkritiker bedient sich bei der Klassifizierung einer mehr oder weniger präzise erscheinenden Bewertungsskala. Die gängigen internationalen Bewertungssysteme sind das 100-Punkte oder das 20-Punkte-Schema. In Deutschland wird außerdem auch noch häufig nach dem 5-Punkte-Schema getestet. Dies ist sogar in Teilen von Gesetzes wegen notwendig, um eine Amtliche Prüfungsnummer zu erhalten.

## Wirkung
Weinkritiker haben durch ihre Publikationen und medialen Aktivitäten den Bekanntheitsgrad, das Image, die Preisbildung und Stilistik vieler Weine beeinflusst. Einen weltweit exponierten Einfluss auf die Weinwirtschaft haben hierbei die in der Fachwelt umstrittenen Weinbewertungen von Robert Parker, verbunden mit seinem nominalen Bewertungssystem, den Parker-Punkten, das auf einer zweiwertigen Logik beruht.

## Kritik
Ein oft geäußerter Kritikpunkt an der auf Zahlensystemen beruhenden Punktebewertung von Weinkritikern ist, dass eine zweiwertige Gut-Schlecht-Logik den Wein nicht in seiner Komplexität darstellen könne, da er keine anorganische, sondern eine biochemische Lösung sei, bei deren sachgerechter Beurteilung eine Mehrwertigkeit zum Tragen kommt. Als problematisch wird dabei angesehen, dass der Weinmarkt und die Preisentwicklung Parkers Punktebewertungen weitgehend unkritisch und interessengeleitet folgen. Zudem würden besonders international tätige Kritiker und Multiplikatoren wie Robert Parker oder Jancis Robinson als universelle Geschmacksrichter auftreten und dabei weltweit die Interessen bestimmter Konsumentenmärkte als Geschmacksnorm propagieren. Resultat sei eine allmähliche Angleichung der in den Weinregionen traditionell gewachsenen Wein- und Geschmackskulturen an die von einigen Kritikern geforderte Marktkonformität.

## Namhafte Weinkritiker
Bekannte internationale Weinkritiker sind neben Robert Parker Michael Broadbent, Hugh Johnson, Michel Bettane, Oz Clarke, Antonio Galloni und Jancis Robinson. Im deutschsprachigen Bereich sind namhafte Weinexperten u. a. Stuart Pigott, David Schildknecht, Stephan Reinhardt, Armin Diel, Mario Scheuermann, Till Ehrlich, Gerhard Eichelmann, Eckhard Supp, Chandra Kurt, René Gabriel und Viktor Siegl. In Italien galt Luigi Veronelli (1926 bis 2004) als einflussreicher Weinkritiker.